# Camilo Cienfuegos
Camilo Cienfuegos Gorriarán (Havana, 6 de fevereiro de 1932 — Estreito da Flórida, 28 de outubro de 1959) foi um revolucionário cubano e uma das personalidades mais paradigmáticas da Revolução Cubana (1953-1959). Foi um dos comandantes que liderou a Guerra de Libertação Nacional contra a o governo de Fulgêncio Batista, que resultou em um novo sistema político comunista e totalitario em Cuba. Junto a Che Guevara, recebeu de Fidel Castro a missão de levar a Revolução comunista 
para o ocidente da ilha, o que possibilitou a sua grande popularidade. Conhecido como "El Comandante del Pueblo", "El Señor de la Vanguardia", "Héroe de Yaguajay" ou "El héroe del sombrero alón" conquistou o povo cubano com sua personalidade humilde, caráter jovial e natural desprendimento.
O primeiro comandante do Exército Rebelde a entrar em Havana e o responsável por tomar o Regimento Columbia, um dos maiores símbolos da força militar de Batista. Durante o governo revolucionário, alcançou o maior cargo dentro do exército, depois do cargo de Comandante em Chefe ocupado por Fidel Castro. Foi nomeado primeiramente Jefe de todas las Fuerzas Armadas en la provincia de La Habana (Chefe de todas as forças Armadas da província de Havana) e posteriormente Jefe de Estado Mayor del Ejército Rebelde (Chefe do Estado Maior do Exército Rebelde). Cargos que exerceria por pouco tempo. Dez meses após o triunfo da Revolução sua história foi interrompida.
Camilo desapareceu sob circunstâncias misteriosas ainda pouco esclarecidas, quando retornava de Camagüey a Havana, em 28 de outubro de 1959, em um avião Cessna 310, nº 53, que supostamente desapareceu no mar. Seu corpo e o seu avião nunca foram encontrados.  Sua morte causou grande impacto em toda a população, que durante vários dias procurou algum vestígio do líder guerrilheiro, sem obter sucesso. Rapidamente, Cienfuegos se tornou um dos mártires da revolução e ainda hoje o seu desaparecimento é alvo de diversas teorias que tentam explicar as circunstâncias de sua morte. 
É amplamente homenageado em Cuba. Escolas, museus, universidades, município, ruas, hospitais, livrarias, praças, levam seu nome. A cada 28 de outubro crianças de toda a ilha jogam flores ao mar em sua memória.

## Biografia
Camilo Cienfuegos nasceu em 6 de fevereiro de 1932 no bairro Víbora, na província de Havana. De origem humilde, era o filho mais novo dos espanhóis Ramón Cienfuegos y Flores e Emilia Gorriarán y Zaballa. Após terminar de cursar os anos normais, com o desejo de se tornar escultor, ingressou na escola anexa de San Alejandro em outubro de 1949, ficou apenas três meses nesta escola, teve que abandonar seus estudos para trabalhar. Seu primeiro trabalho foi no setor de limpeza de uma loja de roupas chamada El Arte, loja em que seu pai já trabalhava como alfaiate. Começou neste emprego em 1 de abril de 1950 e paralelamente ajudava o pai em casa com pequenos serviços de alfaiataria. 
Em 5 de abril de 1953 Camilo viaja para os Estados Unidos, a procura de melhores condições de vida. Trabalhou em diversos lugares enquanto esteve nos Estados Unidos, exerceu funções como camareiro, pintor e alfaiate. Neste período, vinculado aos emigrantes latino-americanos, participou de diversas manifestações e escreveu para o jornal La voz de Cuba, um crítico artigo contra Batista, no qual, demostra uma forte oposição política ao então presidente cubano. Em 1955 foi preso em San Francisco pelo departamento de imigração e deportado para o México, onde ficou detido por 39 dias. Nesta prisão esteve em contato com alguns mexicanos que o atualizou sobre a luta revolucionária de Fidel.
Camilo é julgado e deportado para Cuba em junho de 1955. Seu retorno ao país foi fundamental para sua formação revolucionária, pois quando volta, se depara com várias manifestações estudantis por todo território cubano contra a ditadura de Batista. É neste período, também, que se casa com Isabel Bladón, uma enfermeira salvadorenha que havia conhecido em San Francisco. Camilo já está amplamente envolvido com a situação de Cuba, em parte pela influência de seu pai e de seu irmão Osmany Cienfuegos, de forte posição esquerda.
Em dezembro participa de uma manifestação em homenagem a morte do líder cubano Antonio Maceo, é ferido na perna esquerda com uma bala de de M-1. No hospital, Camilo, segundo suas próprias palavras, reflete: "Cuba, cueste lo que cueste, tiene que ser libre".  Pouco tempo depois, em janeiro de 1956 foi golpeado pela polícia em um ato em homenagem a José Martí, neste mesmo dia é preso e fichado. Camilo acaba voltando para os Estados Unidos em 25 de março de 1956. 

Novamente nos Estados Unidos faz contato com um amigo com a intenção de entrar para o Movimento 26 de Julho liderado por Fidel Castro, que naquele momento estava fazendo os preparativos para uma nova invasão. Em 19 de dezembro de 1956, Camilo viaja para o México para se incorporar ao exército rebelde. Foi um dos últimos a entrar na expedição que mais tarde ficou conhecida como Expedição Granma.

## Luta Revolucionária
Camilo desembarcou com os demais expedicionários do Granma em costas cubanas no dia 2 de dezembro de 1956. O primeiro combate que participa foi o de Alegra de Pío, quando os guerrilheiros foram surpreendidos pelas tropas de Batista em 5 de dezembro de 1959. Na Serra Maestra, devido ao seu valor militar, apesar do pouco tempo de formação no México, se tornou capitão e incorporou-se a coluna comandada por Ernesto Guevara exercendo a função de Jefe de la Vanguardia. No comando da vanguarda do pelotão da Coluna nº 4 travou importantes batalhas, como as de Bueycito, El Hombrito e Pino del Agua onde demonstrou grande habilidade militar que acabaram por impulsionar a formação do mito de "Señor de La Vanguardia".
Em março de 1958 se converteu no primeiro chefe do movimento a levar o combate para além da Serra Maestra, ao Llanos del  Cauto. Os êxitos de sua breve campanha em Bayamo e no combate de  La Estrella  contribuíram para sua ascensão ao cargo de comandante da Coluna nº 2 Antonio Maceo em abril de 1958. Em 18 de junho regressa a Serra, onde permanece os próximos meses no comando de La Plata participando de vários combates, como os de Vega de Jibacoa y Las Mercedes.
Em agosto de 1958 Camilo Cienfuegos, comandante da coluna nº 2 Antonio Maceo, e Che Guevara, comandante da coluna nº 8 Ciro Redondo, recebem de Fidel a tarefa de levar a Revolução para o Ocidente da Ilha. Camilo parte de El Salto de Nagua, em 24 de agosto 1958, com 92 combatentes. Durante a travessia por toda a ilha, enfrentou inúmeras dificuldades, sobretudo, em Camagüey, onde segundo ele, viveu os momentos mais difíceis de sua luta revolucionária.
O combate de maior destaque da campanha de Camilo Cienfuegos foi o de Yaguajay, que lhe rendeu o título de Heroe de Yaguajay. Em 21 de dezembro, a vanguarda de Cienfuegos iniciou o cerco ao quartel de Yaguajay, um dos principais de toda a ilha, que estava sob o comando do capitão Abón Lee, um oficial do exército de Batista muito respeitado por seu valor e inteligência tática. A batalha se estendeu até 31 de dezembro quando Lee se rendeu incondicionalmente. Esta batalha representou um golpe decisivo sobre as forças de Fulgêncio Batista.
Após a Batalha de Yaguajay, Camilo recebeu ordens de Fidel Castro para se dirigir a Havana e tomar o Columbia, símbolo e realidade do poder militar de Batista e seu exército. Em 2 de janeiro Camilo toma o Columbia sem nenhuma resistência.

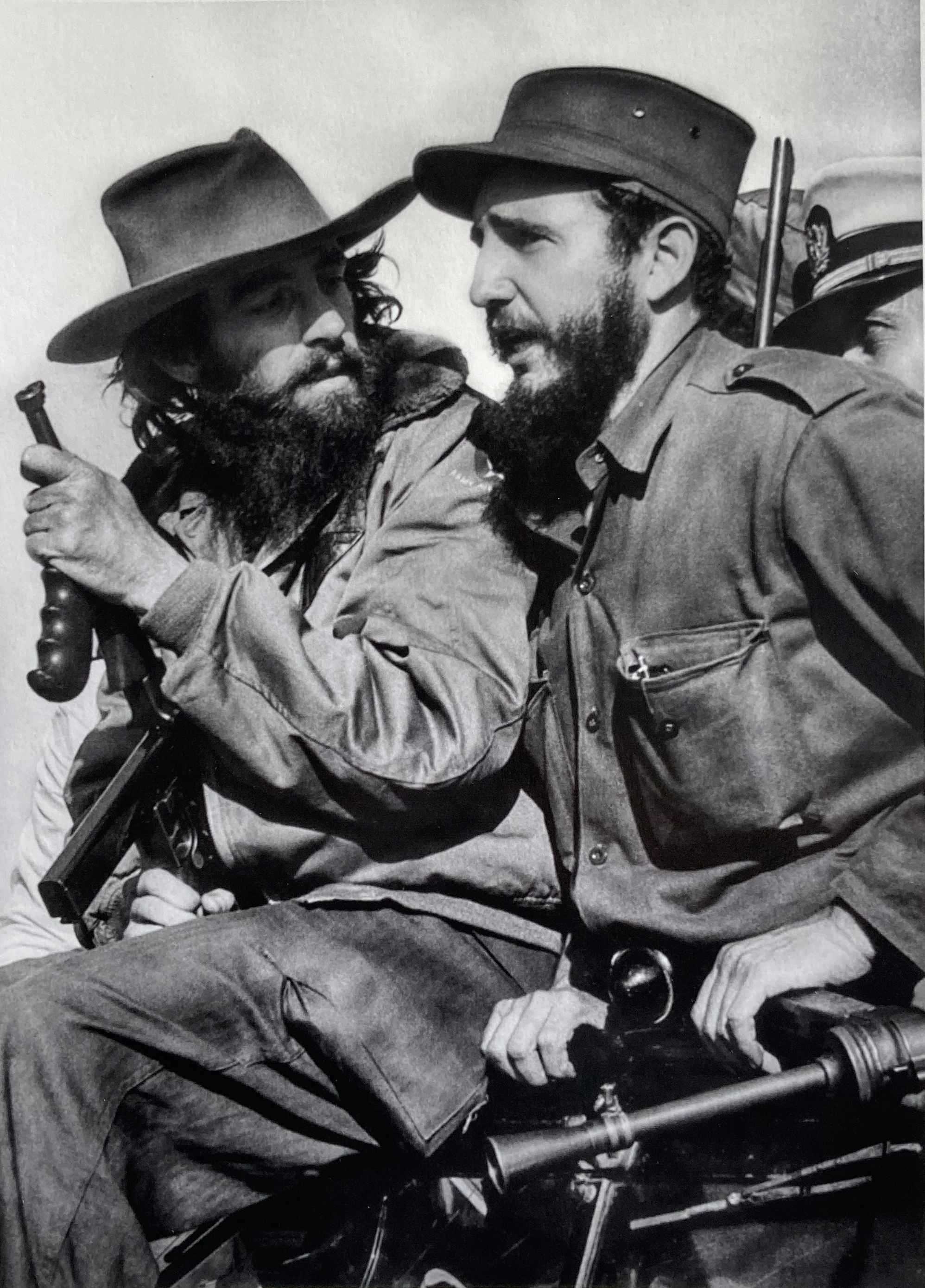
Camilo e Fidel Castro, após o triunfo da Revolução, em Havana em 8 de janeiro de 1959.

Após o triunfo da Revolução, Camilo assume um dos maiores cargos dentro do Exército, em 5 de janeiro de 1959 é nomeado Chefe de todas as forças Armadas da província de Havana, incluindo aviação, a marinha de guerra e a guarnição do palácio presidencial e posteriormente em 20 de janeiro é nomeado Chefe do Estado Maior do Exército Rebelde, que segundo nomenclatura da época era a maior hierarquia dentro desta instituição armada. Camilo exerce funções muito importantes durante o curto tempo em que esteve nestes cargos. Participava das decisões mais importantes da Revolução, tanto no Conselho de Ministros, como na Direção Nacional do Movimento; trabalhava para reorganizar as lideranças do exército; alfabetizar os soldados; atuava na Reforma Agrária e na transformação dos quartéis em escolas; representava Fidel em importantes eventos por todo o país; dentre outras importantes atividades. 

## Morte
No dia 28 de outubro de 1959, poucos dias depois de ter cumprido a missão designada por Fidel Castro de prender em Camagüey um dos principais comandantes da Revolução Cubana - Huber Matos, Camilo retorna a Camagüey para tratar de assuntos pendentes e ainda pouco esclarecidos. Às 11h59min Camilo saiu da Ciudad Libertad em Havana com destino a Camagüey, em uma avião tipo Cessna 310, nº 53, conduzido pelo piloto do avião, o primeiro tenente Luciano Fariñas Rodriguez, juntamente com o soldado rebelde Félix Rodriguez e o capitão Senén Casas Regueiro, incluído no voo de última hora a pedido de Raúl Castro. Camilo e Felix Rodriguez desembarcam em Camagüey e o piloto Luciano e o capitão Senén seguiram para Santiago de Cuba, no oriente da ilha. Depois de uma hora estacionado em Santiago de Cuba, o avião retorna a Camagüey para buscar o Comandante Cienfuegos. Às 18h01min o avião Cessna decola de Camagüey com rumo a Havana, trazendo consigo Camilo, o piloto Luciano Fariñas e o soldado rebelde Félix Rodrigues, o avião nunca chegou a seu destino. Nem os restos mortais das vitimas, nem mesmo os destroços do avião foram encontrados. Em sucessão ao acidente ocorreram intensas buscas por toda a ilha, todas sem êxito. Camilo nunca foi encontrado.

### A Versão Oficial
Em 12 de novembro de 1959 Fidel Castro faz um comunicado oficial na televisão cubana acerca do desaparecimento de Camilo Cienfuegos. Segundo informações do líder cubano, no dia 28, no centro da ilha, local em que o avião de Camilo passaria, havia uma forte tempestade que pode ter sido decisiva no seu desaparecimento. De acordo com Fidel, a tempestade se estendia desde Ciego de Ávila até Matanzas, ou seja, toda região de Las Villas. Sua principal defesa é que na tentativa de se desviar desta tempestade o avião de Camilo tenha se dirigido rumo ao norte da ilha e, em consequência desta nova rota não prevista, possivelmente o combustível do avião não tenha sido suficiente para pousar em segurança em algum lugar da ilha e tenha caído no mar. Baseado nesta teoria, as primeiras buscas por Camilo ocorreram principalmente no mar da região norte de Cuba.

### Controvérsias da Versão Oficial
Paralelamente à versão oficial cresce em toda a ilha a desconfiança de que Camilo não tenha desaparecido em decorrência da tempestade. Pontos imprecisos apresentados na versão do governo cubano impulsiona ainda mais diversas outras teorias sobre o desaparecimento. Segundo algumas fontes, o tempo, naquele dia 28, em toda ilha era claro e sem nuvens, ou seja, uma tempestade no centro da ilha é descartada. Outro ponto fundamental é a falta de comunicação do avião de Camilo com o trafego aéreo cubano. O piloto não fez nenhum tipo de pedido de socorro ou nenhum comunicado de falta de combustível. O piloto Luciano Fariñas possuía mais de 2 000 horas de voo e uma vasta experiência com aviões tipo Cessna, o que dificulta a possibilidade de um erro humano, como brevemente foi sugerido por Fidel. Estudos apontam muitos outros problemas na versão apresentada pelo líder cubano e que aumentou, sobretudo, naqueles que estavam em uma posição contra o regime cubano, a certeza de que a morte de Camilo não tenha sido em decorrência de uma turbulência, e sim uma morte premeditada.

### Outras Versões
As duas versões principais que contrariam a versão oficial são oriundas de 2 ex membros do movimento 26 de julho que também atuaram durante toda a Revolução Cubana, e que posteriormente se opuseram ao regime cubano, Huber Matos e Carlos Franqui. De acordo com Huber Matos, no dia em que Camilo foi enviado a prendê-lo em Camagüey, seu destino já estava determinado, uma vez que Cienfuegos foi enviado àquela cidade com pouco mais de 20 homens para tomar um regimento com forças muito superiores a de Camilo. Segundo Huber Matos, durante e após sua prisão, Camilo sempre se colocou contra a prisão, desafiando recorrentemente Fidel Castro por não concordar com a atitude do líder cubano de prender um de seus principais comandantes. Segundo, Matos, sua posição foi fatal. Carlos Franqui, por conseguinte, defende de que a morte de Camilo tenha sim a ver com a prisão de Huber, ele concorda que a posição contraria a prisão de Huber tenha favorecido, mas que o fator principal de seu desaparecimento seja a imensa popularidade de Camilo diante do povo cubano. Segundo, Franqui, Camilo era amado pelo povo e por seus homens. O povo cubano se identificava com a simplicidade de Camilo e sua popularidade se tornou perigosa para aqueles que estavam no poder em Cuba.
As versões do governo cubano, de Huber Matos e de Carlos Franqui não podem ser comprovadas, uma vez que, não há provas. E as versões se mostram contraditórias entre si, podendo haver interesses políticos as motivando.